# Марьинское сельское поселение (Тверская область)
Ма́рьинское се́льское поселе́ние — муниципальное образование в составе Торжокского района Тверской области. На территории поселения находится 19 населенных пунктов.
Центр поселения — село Марьино.
Образовано в 2005 году, включило в себя территорию Марьинского сельского округа.

## Географические данные
- Общая площадь: 119,9 км²
- Нахождение: восточная часть Торжокского района.
  - Граничит:
    - на севере — с Большепетровским СП
    - на северо-востоке — с Лихославльским районом, Ильинское СП и Вескинское СП
    - на юго-востоке — с Калининским районом, Медновское СП
    - на западе — с Мирновским СП и Клоковским СП.

По южной границе поселения протекает река Тверца, по поселению — её приток река Логовежь. Поселение пересекает автомагистраль Москва — Санкт-Петербург.

## Население
По переписи 2002 года — 1576 человек, на 01.01.2008 — 1519 человек.
Национальный состав: русские.

## Населенные пункты
На территории поселения находятся следующие населённые пункты:

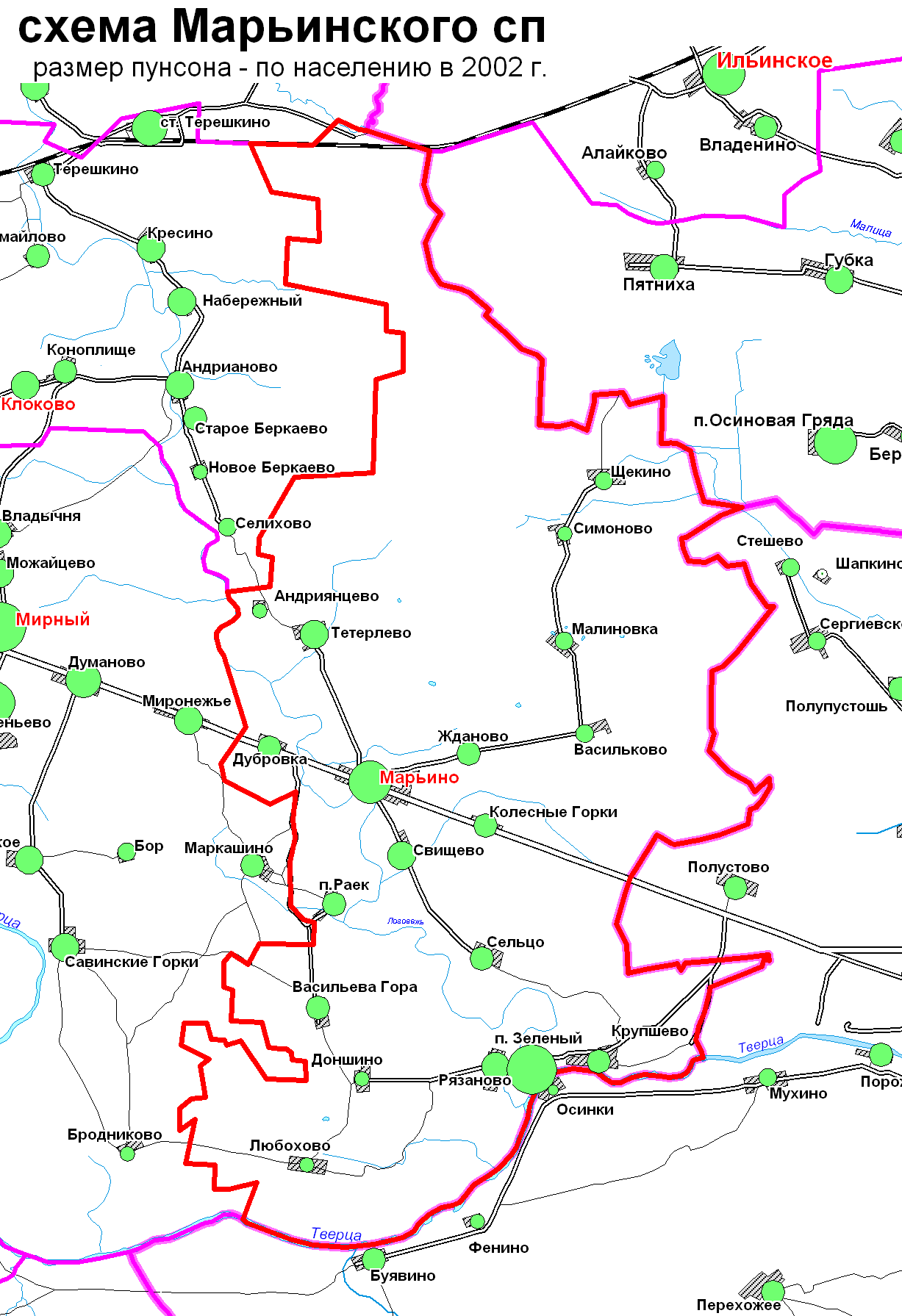
Схема Марьинского сп

| Тип  | Название       | Население | Население | Население |
| Тип  | Название       | 1996      | 2002      | 2008      |
| ---- | -------------- | --------- | --------- | --------- |
| село | Марьино        | 476       | 431       | 447       |
| дер. | Андриянцево    | 3         | 3         | 3         |
| дер. | Васильково     | 1         | 10        | 12        |
| дер. | Васильева Гора | 31        | 19        | 16        |
| дер. | Доншино        | 4         | 2         | 2         |
| дер. | Дубровка       | 55        | 34        | 26        |
| дер. | Жданово        | 5         | 12        | 10        |
| пос. | Зелёный        | 935       | 798       | 706       |
| дер. | Колесные Горки | 17        | 13        | 23        |
| дер. | Крупшево       | 27        | 23        | 62        |
| дер. | Любохово       | 7         | 3         | 3         |
| дер. | Малиновка      | 7         | 8         | 6         |
| пос. | Раёк           | 43        | 33        | 34        |
| дер. | Рязаново       | 48        | 57        | 46        |
| дер. | Свищево        | 63        | 52        | 52        |
| дер. | Сельцо         | 19        | 16        | 10        |
| дер. | Симоново       | 14        | 2         | 2         |
| дер. | Тетерлево      | 63        | 53        | 53        |
| дер. | Щёкино         | 12        | 7         | 6         |

## История
В XI—XIV вв. территория поселения относилась к Новгородской земле и составляла часть «городовой волости» города Торжка.
В XIV веке присоединена к Великому княжеству Московскому.
- После реформ Петра I территория поселения входила[2]:
  - в 1708—1727 гг. в Санкт-Петербургскую (Ингерманляндскую 1708—1710 гг.) губернию, Тверскую провинцию,
  - в 1727—1775 гг. в Новгородскую губернию, Тверскую провинцию, Новоторжский уезд,
  - в 1775—1796 гг. в Тверское наместничество, Новоторжский уезд,
  - в 1796—1929 гг. в Тверскую губернию, Новоторжский уезд,
  - в 1929—1935 гг. в Московскую область, Новоторжский район,
  - в 1935—1956 гг. в Калининскую область, Медновский район,
  - в 1956—1963 гг. в Калининскую область, Новоторжский район,
  - в 1963—1990 гг. в Калининскую область, Торжокский район,
  - с 1990 в Тверскую область, Торжокский район.

В середине XIX-начале XX века деревни поселения относились к Марьинской волости Новоторжского уезда.

## Достопримечательности
- Усадьба Знаменское-Раёк.

## Известные люди
В селе Марьино родился Герой Советского Союза Алексей Александрович Иванов.